# Вембли (стадион 1923)
Први Вембли је био фудбалски стадион у Вемблију, северозападном предграђу Лондона. На месту где је некада био овај стадион налази се ново здање, нови Вембли стадион.
Први назив стадиона био је Empire Stadium. Пројекат је направљен 1922. Изградња је коштала 750.000 фунти. Отварање је било 28. априла 1923. одигравањем фудбалске утакмице Енглеског купа између Болтона и Вест Хема.
Ту је Фудбалска репрезентација Енглеске играла 70 година утакмице када је била домаћин. Играна су и финала Енглеског купа и многа велика атлетска такмичења. На Вемблију су одржана и такмичења Олимпијских игара 1948, а био је познат и по бројним светским музичким дешавањима.
Стадион је затворен 2000, а срушен 2003. године, да би 9. марта 2007. кључеви новог Вемблија били предати Фудбалском савезу Енглеске, а прва званична утакмица одиграна је 24. марта 2007. када су на њему играле младе (21. год.) репрезентације Енглеске и Италије.

## Историја
Први травњак стадиону је отворио краљ Џорџ V, и први пут је отворен за јавност 28. априла 1923. Већи део оригиналног пејзажа Хамфрија Рептона у парку Вембли је трансформисан 1922–23 током припрема за Изложбу Британске империје 1924–25. Прво познат као „Изложбени стадион Британске империје” или једноставно „Емпајер стадион”, био је саграђен од стране сер Роберта Мекалпајна за изложбу Британске империје 1924. године (и проширен до 1925. године).
Стадион је коштао 750.000 фунти (што одговара приближно 46 милиона фунти 2020. године) и изграђен је на месту раније грађевине зване Воткинов торањ. Архитекте су били сер Џон Симпсон и Максвел Ајртон и главни инжењер сер Овен Вилијамс. Првобитно је требало да се стадион сруши на крају изложбе, али је спасен на предлог сер Џејмса Стивенсона, Шкота који је био председник организационог одбора за изложбу империје. Терен је коришћен за фудбал још од 1880-их.
На крају изложбе, која се показала као финансијско разочарење, многи су локацију на Вемблију сматрали огромним 'фијаском'. Купио га је шпекулант са имовином Џејмс Вајт, који је планирао да распрода зграде за преуређење, укључујући и стадион који је био централни део изложбе. Артур Елвин, бивши официр RFC-а који је радио у дуванском киоску на изложби и имао претходно искуство рада за фирму за старо гвожђе, био је запослен код Вајта да надгледа распродају зграда и чишћење локације на Вемблију.
Стадион је отишао у ликвидацију након што је проглашен „финансијски неодрживим“. После девет месеци, пошто је остварио добру суму од продаје разних зграда на тој локацији, Елвин је пристао да купи стадион од Вајта за укупно 127.000 фунти, уз учешће од 12.000 фунти и баланс плус камате који се плаћају током периода од десет година.
Међутим, суочен са личним банкротом, Вајт је изненада одузео себи живот у својој кући, Краљ Едвардс плејс, 1927. Ово је изазвало финансијске компликације за Елвина, због чега је морао да прикупи новац у року од две недеље како би се обавезао да купи стадион пре него што је и он срушен. Он је успео да финансира ово тако што је формирао компанију „Вембли стадион и тркалиште за хртове“. Сакупио је новац да купи стадион по првобитној цени коју је договорио са Вајтом, а затим га одмах продао назад компанији, што му је оставило позамашни лични профит. Уместо готовине, добио је акције компаније, чиме је добио највећи појединачни удео на стадиону Вембли, а потом је постао председник.
Електрични семафор и окружујући кров, направљен од алуминијума и провидног стакла, додати су 1963. године.
Карактеристичне куле близнакиње постале су његов заштитни знак и надимак. Такође је добро познато 39 степеница на које се требало попети да би се дошло до краљевске ложе и примио трофеј (и медаље за победнике/поражене). Године 1934, у близини је изграђена Вембли арена. „Збирку стадиона Вембли” држи Национални музеј фудбала. Стадион је затворен у октобру 2000. године, а рушење је почело у децембру 2002. године, и завршено је 2003. ради преуређења. Врх једне од кула близнакиња подигнут је као споменик у парку на северној страни Овертон Клоза на имању Светог Рафаела.

## Фудбал
Вембли је најпознатији по томе што је домаћин фудбалских утакмица, јер је сваке године био домаћин финала ФА купа, као и бројних утакмица Енглеске Интернационале.

### Финале Белог коња
Стадион Емпајер је изграђен за тачно 300 дана по цени од 750.000 фунти. Описан као највећа спортска арена на свету, био је завршен само четири дана пре финала „Белог коња” 1923. ФА није разматрао пријем по улазницама, грубо потцењујући број навијача који су стигли на 104 капије на дан утакмице. Међутим, након тог меча, сви догађаји, осим репризе из 1982. године, спроведени су уз наплату улазница.
Први догађај одржан на стадиону било је финале ФА купа 28. априла 1923. између Болтон Вондерерса и Вест Хема Јунајтеда. Ово је познато као финале белог коња. Толика је била жеља навијача и случајних посматрача да присуствују финалу на новом националном стадиону да се огроман број људи нагурао кроз 104 окретне капије на стадион, далеко премашивши његов званични капацитет од 127.000 гледалаца. Публика се прелила на терен, јер на терасама није било места. Процене броја присутних навијача крећу се од 240.000 до преко 300.000.
Сматрало се да утакмица неће бити одиграна због броја гледалаца на стадиону који се излио на терен. То је било тако све док полиција, укључујући полицајца Џорџа Скорија и његовог белог коња, Билија, полако није гурнула публику назад на ивице терена да би отпочело финале ФА купа, са само 45 минута закашњења. У част Билија, пешачки мост испред новог стадиона Вембли назван је Мост белог коња. Званичан број гледалаца често се наводи као 126.047. Утакмица је била победа Болтона Вондерерса резултатом 2-0, а Дејвид Џек је постигао први гол на Вемблију.

### Метјузово финале
Финале ФА купа 1953. између Блекпула и Болтон Вондерерса названо је „Финалом Метјуза“ по Блекпуловом крилу Стенлију Метјузу. Са 38 година, он је учинио је свој трећи и на крају последњи покушај да освоји медаљу ФА купа. У претходних шест година, он није успео да освоји победничку медаљу против Манчестер јунајтеда 1948. и Њукасл јунајтеда 1951. године. У њему је дошао до изражаја хат-трик Блекпуловог Стана Мортенсена у победи његове екипе резултатом 4–3, при чему је Метјуз скоро сам преокренуо меч за Блекпул, који је заостајао 3–1 за Болтон Вондерерсом пре него што је досегао до победе. Остао је као једини хат-трик икада постигнут у финалу ФА купа на оригиналном Вемблију.
Финале ФА купа се играло тамо у априлу или мају до 2000. (искључујући репризу из 1970. када је Челси победио Лидс јунајтед на Олд трафорду). То је такође било место за финале ФА аматерског купа, купа лиге (осим у раним годинама када је то било решено код куће и у гостима), а у каснијим годинама Куп придружених чланова и финале плеј-офа промоције фудбалске лиге (у првим годинама плеј-офа били су мечеви код куће и у гостима). Ту је одиграно и финале добротворног купа Мидлсекс 1988. године.